# 少女時代-Oh! GG
少女時代-Oh! GG（しょうじょじだい オージージー、韓: 소녀시대-오! 지지、英: Girls' Generation-Oh! GG）は、韓国のガールズグループ少女時代のサブユニットである。少女時代のメンバーであるテヨン、サニー、ヒョヨン、ユリ、ユナの5人で構成されている。SMエンタテインメント所属。2018年9月5日にシングルアルバム『Lil 'Touch』でデビューした。